# Planalto da Serra
Planalto da Serra là một đô thị thuộc bang Mato Grosso, Brasil. Đô thị này có diện tích 2454,108 km², dân số năm 2007 là 2752 người, mật độ 1,21 người/km².